# Ferrovia Reggio Emilia-Boretto
La ferrovia Reggio Emilia-Boretto era una linea in concessione della rete delle ferrovie reggiane che collegava Reggio Emilia a Boretto, comune sulla riva destra del Po.

## Storia
Ipotizzata già negli anni ottanta del XIX secolo, ebbe una lunga gestazione, rallentata anche dalla diatriba su quale paese rivierasco – fra Boretto e Brescello – dovesse diventare il capolinea, alla luce di un progettato porto fluviale in zona.
Il 30 ottobre 1926 partì da Reggio Emilia un convoglio inaugurale con Benito Mussolini, che si fermò per la cerimonia ufficiale a Castelnovo di Sotto, località scelta in quanto a metà percorso; ma l'esercizio vero e proprio iniziò l'anno dopo: il Consorzio delle Cooperative di Produzione e Lavoro della provincia di Reggio Emilia viene riconosciuto quale subconcessionario dell'esercizio con il regio decreto 1832 del 4 settembre 1927.
La ferrovia, a binario unico, attraversava cinque comuni: oltre al capoluogo e al capolinea, anche Cadelbosco di Sopra, Castelnovo di Sotto e Poviglio.
La Reggio-Boretto fu utilizzata meno di trent'anni, fino al 1955, anno in cui venne soppresso il servizio anche per altre ferrovie reggiane: la diramazione Bagnolo-Correggio-Carpi sulla linea Reggio-Guastalla, e la diramazione Barco-Montecchio sulla linea Reggio-Ciano.

## Caratteristiche
| Unknown route-map component "CONTgq" | Unknown route-map component "STR+r" |  |

|  | Unknown route-map component "ABZg+l" | Unknown route-map component "CONTfq" |

| Station on track |

|  | Unknown route-map component "ABZgl" | Unknown route-map component "CONTfq" |

| Station on track |

| Unknown route-map component "CONTgq" | Unknown route-map component "xABZgr" |  |

| Unknown route-map component "exHST" |

| Unknown route-map component "exBHF" |

| Unknown route-map component "exBHF" |

| Unknown route-map component "exWBRÜCKE1" |

| Unknown route-map component "exWBRÜCKE1" |

| Unknown route-map component "exBHF" |

| Unknown route-map component "exBHF" |

| Unknown route-map component "exWBRÜCKE1" |

|  | Unknown route-map component "xABZg+l" | Unknown route-map component "CONTfq" |

| Station on track |

| Unknown route-map component "CONTgq" | One way rightward |  |